# Hrušova Lhota
Hrušova Lhota (německy Hruschowa Lhota) je vesnice, část obce Přehořov v okrese Tábor v Jihočeském kraji. Leží asi jeden kilometr východně od Přehořova. V roce 2011 zde trvale žilo 54 obyvatel.

## Historie
První písemná zmínka o Hrušově Lhotě pochází z roku 1422.

## Obyvatelstvo
| Rok            | 1869 | 1880 | 1890 | 1900 | 1910 | 1921 | 1930 | 1950 | 1961 | 1970 | 1980 | 1991 | 2001 | 2011 | 2021 |
| -------------- | ---- | ---- | ---- | ---- | ---- | ---- | ---- | ---- | ---- | ---- | ---- | ---- | ---- | ---- | ---- |
| Počet obyvatel | 135  | 104  | 111  | 118  | 118  | 116  | 120  | 83   | 95   | 66   | 49   | 27   | 35   | 54   | 46   |
| Počet domů     | 23   | 24   | 24   | 24   | 24   | 23   | 25   | 24   | 22   | 18   | 13   | 22   | 24   | 28   | 29   |

## Obecní správa
Při sčítání lidu v letech 1850–1909 Hrušova Lhota byla osadou obce Lžín v okrese Tábor. V letech 1910–1971 byla samostatnou obcí, se kterým patřila nejprve do okresu Tábor, ale v roce 1950 v okrese Soběslav a od roku 1960 opět v okrese Tábor. Od 26. listopadu 1971 je částí obce Přehořov v okrese Tábor, kdy se konaly obecní volby.